# Johann Philipp Christoph Schulz
Johann Philipp Christoph Schulz   (Bad Langensalza, 24 de setembre de 1773 - Leipzig, 30 de gener de 1827) fou un director d'orquestra i compositor alemany.
Schulz va néixer a Bad Langensalza i va ser Gewandhaus Kapellmeister del 1810 al 1827. El 1825, ell i l'Orquestra Gewandhaus van presentar el primer cicle mundial de les nou simfonies de Ludwig van Beethoven. Això es va repetir el 1826. També va dirigir les estrenes del Concert per a piano núm. 5 "Concert Emperador" de Beethoven el 1811, i la Simfonia núm. 1 de Felix Mendelssohn, el 1827.
Va morir a Leipzig el 1827, als 53 anys.